# Glad slikwormpje
Het glad slikwormpje (Paranais litoralis) is een ringworm uit de familie van de Naididae. De wetenschappelijke naam van de soort is voor het eerst geldig gepubliceerd in 1780 door Müller.